# Anne Guhlich
Anne Guhlich (* 1982) ist eine deutsche Journalistin. Sie leitet das Ressort „Wirtschaft“ der gemeinsamen Redaktion von Stuttgarter Zeitung und Stuttgarter Nachrichten.

## Werdegang
Guhlich studierte Germanistik, Journalistik und Politikwissenschaften an der Universität Bamberg und volontierte ab 2008 bei den Stuttgarter Nachrichten (StN). Von 2010 bis 2013 arbeitete sie als Wirtschaftsredakteurin bei den StN. Seit August 2013 war Guhlich Mitglied im StN-Recherche- und Reportagepool, wo sie sich nach wie vor schwerpunktmäßig mit Themen aus dem Wirtschaftsbereich befasste. Im Zuge der Zusammenlegung der Redaktion der StN mit der der Stuttgarter Zeitung 2016 wurde Guhlich die Leitung des Wirtschaftsressorts übertragen. 2017 verbrachte sie einige Monate als Arthur F. Burns Fellow beim Wall Street Journal.
2013 belegte Guhlich beim „Stuttgarter Hate-Slam“, bei dem Journalisten mit „Spott, Hass und Häme“ an sie gerichtete Leserbriefe vor Publikum verlasen, den dritten Platz. Im April 2019 war Guhlisch als Expertin Teilnehmerin einer von Klaus-Rainer Jackisch moderierten Talkshow von boerse.ARD.de unter anderem zusammen mit Bernhard Mattes und Uwe Hück.

## Publikationen
- Nach Hause kommen. und Der Schwabe an sich. In: Uwe Bogen (Hrsg.): 100 Gründe, warum wir Stuttgart lieben. Sutton Verlag, 2011, ISBN 978-3-86680-803-4, S. 35f und S. 44f.